# Tiergarten Schönbrunn (Zoológico de Schönbrunn)
O Jardim Zoológico de Schönbrunn (em alemão:  Tiergarten Schönbrunn), também conhecido como Jardim Zoológico de Viena, é um jardim zoológico localizado nos domínios do famoso Palácio de Schonbrunn, em Viena, capital da Áustria. Fundado como menagerie (casa de feras) imperial em 1752, é o zoológico mais antigo do mundo.
O zoológico ainda conserva edifícios do período barroco, que foram combinados nos últimos anos com outros prédios de arquitetura moderna, mas o conjunto ainda transmite uma boa impressão do século XVIII, quando a arquitetura do local seguia o exemplo do Palácio de Versailles, na França.

## Descrição

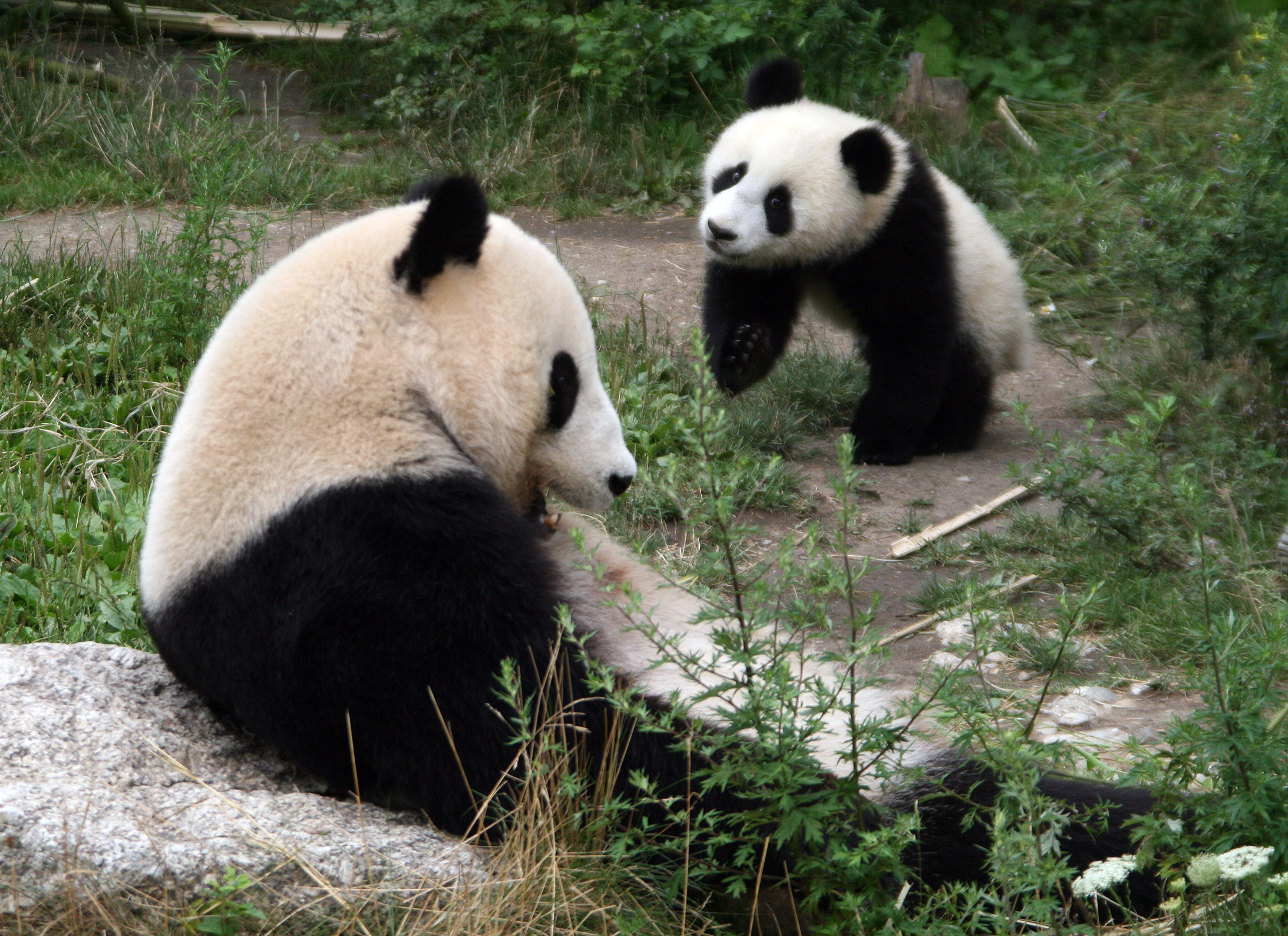
O filhote Fu Long, primeiro Panda europeu fruto de reprodução natural em cativeiro, com sua mãe

Desde a sua privatização em 1992, tem sido liderado por Helmut Pechlaner, presidente do WWF (Fundo Mundial para a Natureza) Áustria, que conseguiu modernizar a maior parte do jardim zoológico e sustentar a sua situação financeira. O patrocínio privado e empresarial de vários animais é um dos métodos empregados pelo zoológico hoje, junto com excursões noturnas que podem ser reservadas, além de programas especiais para crianças.
Hoje o Tiergarten Schönbrunn é considerado, e refere-se a si mesmo, como um zoológico cientificamente gerido que tem como principal objetivo o de ser um centro para a conservação de espécies e da natureza em geral, bem como o de ter um caráter educativo, condição estabelecida pela lei local. Pesquisas zoológicas são conduzidas no parque. O Jardim Zoológico de Schönbrunn participa de programas internacionais de melhoramento genético de espécies ameaçadas de extinção, através do programa europeu de espécies ameaçadas de extinção, que é um programa europeu de reprodução, criado para proteção de espécies animais, com destaque para os programas de elefantes e de pinguins.
As atrações incluem um jardim zoológico tropical, em que o espectador é conduzido através de uma simulação da floresta amazônica, incluindo um aquário, que permite aos espectadores caminharem através de uma simulação de uma inundação na Amazônia, e, mais recentemente, uma exposição de animais em habitats artificiais. O novo Polarium para animais do Ártico foi inaugurado no início de 2004.
O Tiergarten Schönbrunn é um dos poucos jardins zoológicos em todo o mundo à abrigar pandas gigantes. O nascimento do panda Fu Long ("dragão feliz"), em 23 de agosto de 2007 foi a primeira natalidade de um panda resultante da inseminação natural, e não por meio de inseminação artificial, na Europa.

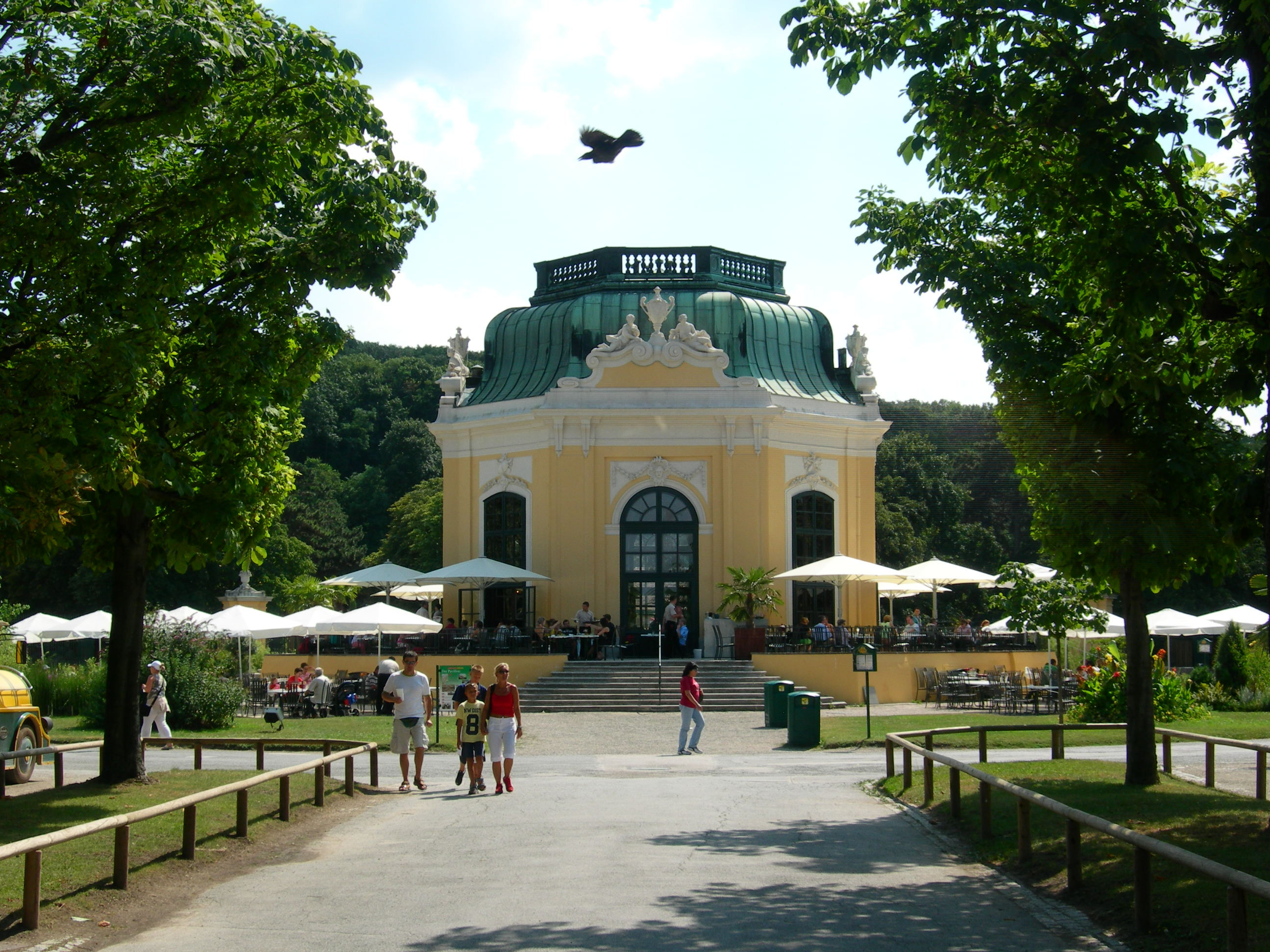
Pavilhão barroco da Menagerie (casa de feras) dos Habsburgos, construído no século XVIII.

 O Zoológico de Schönbrunn está aberto todos os dias das 9:00 a.m. às 5:30 p.m.

## História

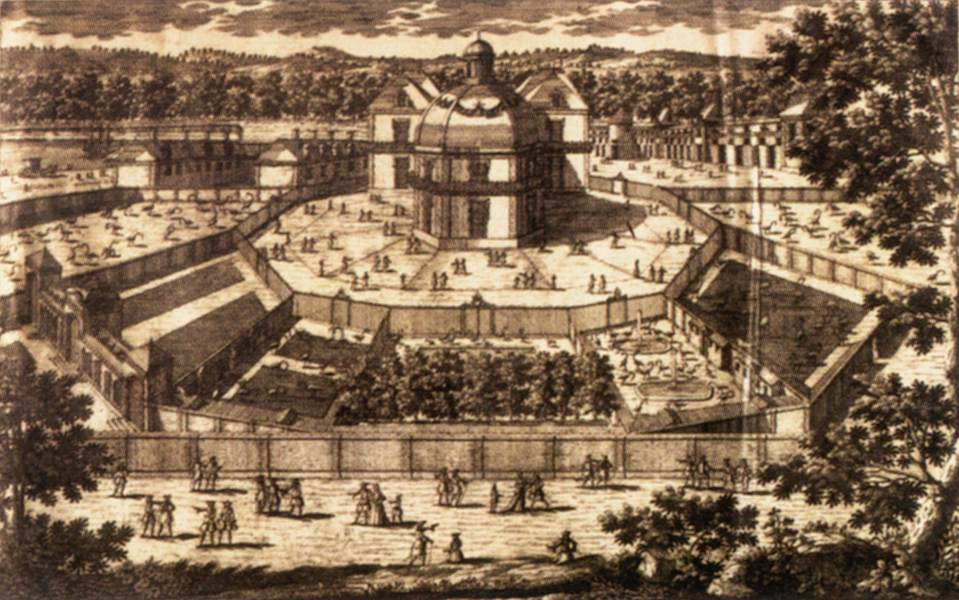
Modelo da Menagerie de Versailles, que serviu de inspiração aos Habsburgos, no qual os recintos dos animais se dispunham como 'fatias de bolo" em torno de um pavilhão central

Uma pequena coleção de animais já existia no local desde 1540, mas o zoológico propriamente dito foi construído em 1752 nas instalações do Palácio de Schönbrunn por ordem do então imperador do Sacro Império Romano, Francisco I, marido de Maria Teresa da Austria, para servir como uma menagerie (zoológico imperial). Ele foi centrado em torno de um pavilhão destinado para os cafés da manhã imperiais (onde funciona desde 1949 um café e lanchonete do zoológico). Treze compartimentos para animais, sob a forma de pedaços de bolo, foram estabelecidas em torno deste pavilhão central. O modelo seguia o exemplo da menagerie do Palácio de Versailles na França.
Inicialmente a frequentação era exclusiva para a família real e membros da corte, além de diplomatas e convidados privados. Na época já eram incluídas breves aulas para os visitantes da instalação.

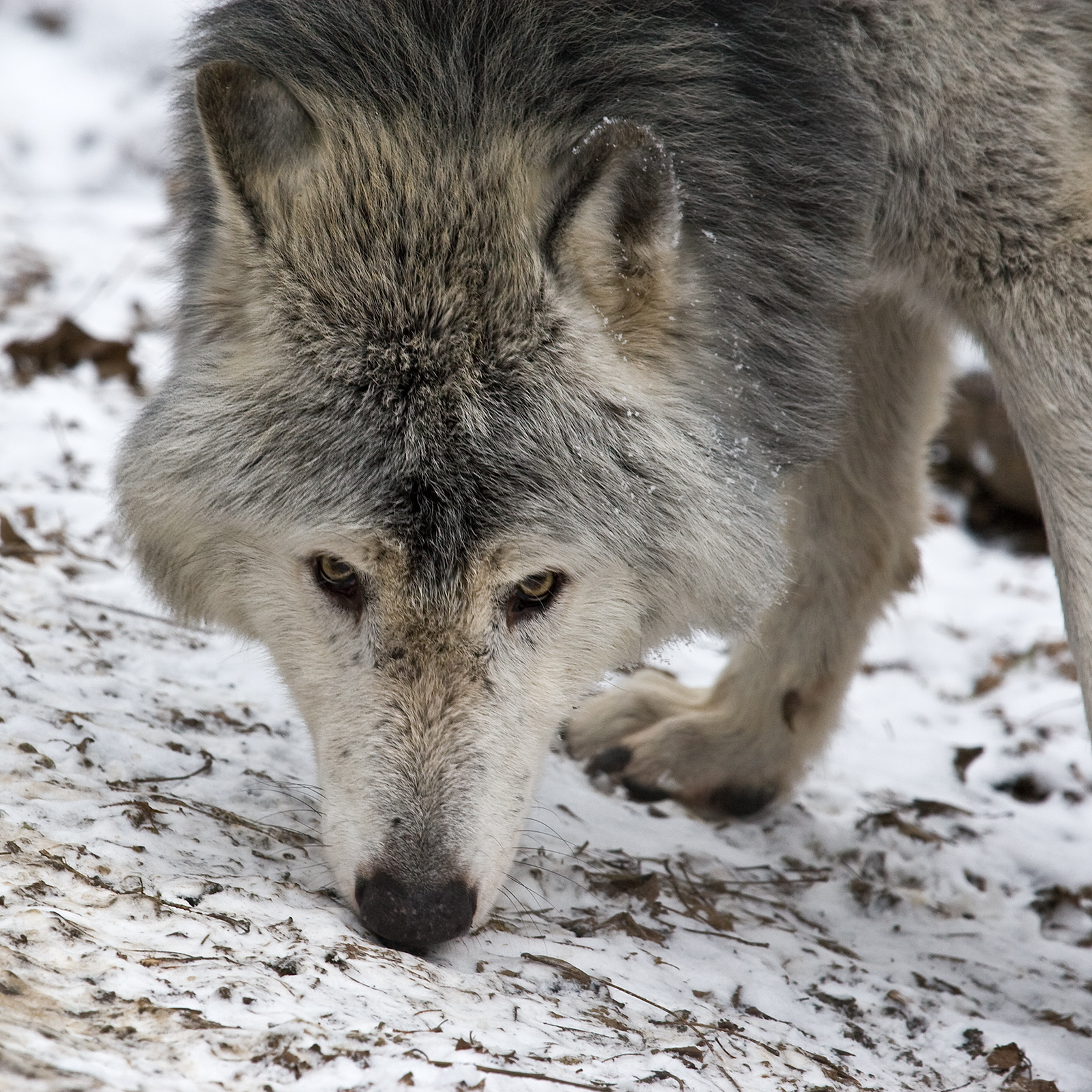
Lobo Cinzento exposto no Zoológico

O complexo foi aberto ao público (para "as pessoas decentemente vestidas") em 1779. Inicialmente, apenas aos domingos, e não havia taxas de entrada. O imperador José II organizou expedições para a África e para as Américas com o intuito de obter novos espécimes para o zoológico. Em 1800 os primeiros ursos polares, grandes felinos, hienas e cangurus, além de um par de elefantes indianos, chegaram a Schönbrunn. Os animais exóticos atraíam as multidões — não apenas visitantes de Viena e seus arredores, mas também muitos estrangeiros.
A chegada da primeira girafa, recebida em 1828 como um presente do vice-rei do Egito, causou uma verdadeira sensação, e influenciou fortemente a moda vienense e a vida na cidade. Surgiram roupas, acessórios, penteados, utensílios e diversos itens de design com motivos de girafas. Até um perfume, e uma torta-girafa foram criados, que foi popular nos cafés vienenses até inícios do sécuo XX. Adolf Bäuerle realizou uma popular peça teatral intitulada Girafas em Viena (alemão : Giraffen em Wien).
No final do século XIX, a aparência do zoológico mudou significativamente. Alois Kraus, que dirigiu o zoo de 1879 ao início de 1919, implementou transformações importantes e tornou o ambiente mais amigável e humano para os animais, eliminando muitos muros e grades, substituindo-os por cercados amplos. As mudanças asseguraram que o zoológico de Schönbrunn no início do século XX fosse um moderno "Zoologischer Garten", com cerca de 3.500 animais e mais de 700 espécies, além de considerado o mais belo zoológico do mundo de então.

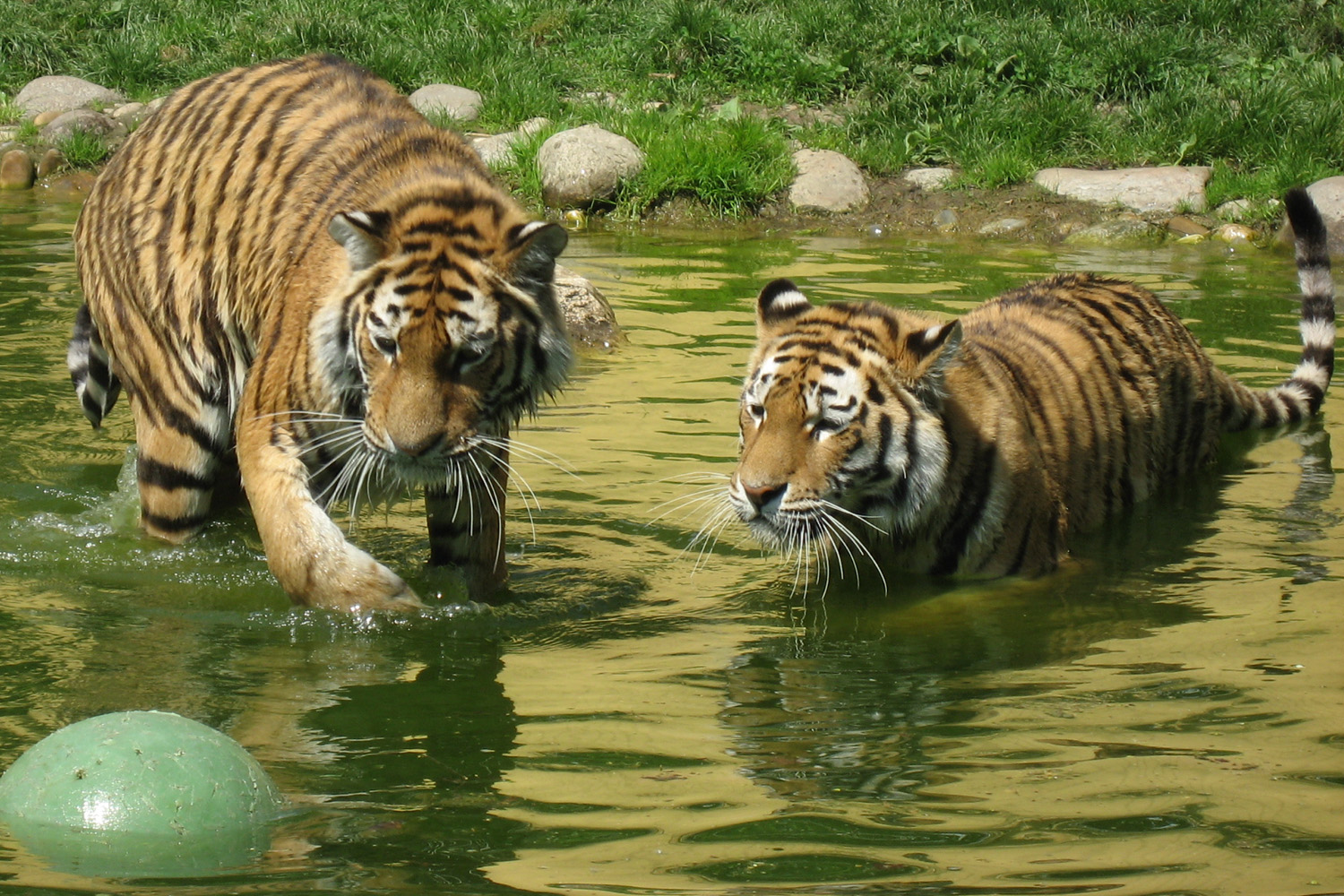
Tigres da Sibéria em exposição no Zoo

No início da Primeira Guerra Mundial, o zoológico era o lar de 712 espécies e 3.500 animais. Devido à diminuição da oferta de alimentos durante a guerra, o número de espécimes rapidamente desceu para 900. Após a dissolução do Império Austro-Húngaro depois da guerra, o zoo passou a ser responsabilidade da República da Áustria. Bombardeios em 19 de fevereiro e 21 de fevereiro de 1945, durante a II Guerra Mundial, tiveram um impacto ainda maior sobre o zoo. Muitos edifícios foram destruídos e espécimes mortos, reduzindo o estoque para 400 animais. O novo diretor do zoológico, Dr. Julius Brachetka, finalmente, conseguiria restaurar o zoológico.
O zoológico viveu uma crise financeira na década de 1980, porém o seu fechamento foi impedido pela sua privatização em 1992.  O estabelecimento foi capaz de renovar e estender muitos dos recintos graças a uma série de patrocinadores, o que aumentou significativamente as taxas de entrada. Novos edifícios, incluindo a floresta tropical, a casa do deserto, e a fazenda tirolesa, juntamente com um número de espécimes raros e exóticos, como pandas gigantes e coalas, foram atrativos para o jardim zoológico e contribuíram para a sua ascensão na popularidade.